# Aérodrome de Teruel
L'aérodrome de Teruel - Caudé est un aérodrome situé sur la localité de Caudé (es), dans la municipalité et la province de Téruel, en Aragon (Espagne), créé en 1937 en tant qu'aérodrome militaire lors de la guerre civile puis devenu la base aérienne de Caudé, 
Repris en 2005 par la mairie (es) de Teruel et abrite depuis 2013 une base de maintenance, de stockage et de démantèlement d'avions de ligne, sans trafic de passagers, la « plate-forme aéroportuaire de Teruel » (PLATA).

## Histoire

### Base militaire
L'aérodrome de Caudé a été créé en 1937, pendant la guerre civile espagnole, en remplacement de l'aérodrome militaire existant depuis 1929 dans la localité voisine de Concud. Disposant de deux pistes en terre, il fut principalement utilisé d'avril à juin 1938 par les franquistes dans l'offensive du Levant. Après la guerre, il servit d'aérodrome de secours pour l'armée de l'Air. Un champ de tir de munitions d'exercice, installé au profit de la base aérienne de Manises (es) en 1957, fut fermé en 1994. Les baraquements continuèrent à être utilisés pour le service militaire avant d'être désaffectés en 2001 et démolis en 2024. 

### Plate-forme aéroportuaire de Teruel
L'aérodrome fut vendu en 2005 par le ministère de la défense espagnol à la mairie (es) de Téruel pour 601212 €. Avec la députation générale d'Aragon, la mairie a développé un projet de base de maintenance, de stockage de courte et longue durée et de démantèlement d'avions de ligne (cimetière d'avions), la « plate-forme aéroportuaire de Téruel » (PLATA), mise en service en février 2013.
À la suite de la pandémie de Covid-19 et des restrictions de déplacements qui en découlèrent, de nombreuses compagnies aériennes décidèrent d'entreposer leurs avions à l'aérodrome de Teruel car sa localisation géographique et son climat, sec et aride, permet de les maintenir dans un état relativement correct avant leur remise en service ou leur recyclage. En janvier 2021, l'aérodrome accueillait 130 avions, dont plusieurs Airbus A380, les plus grands avions de transport de passagers au monde.

## Installations

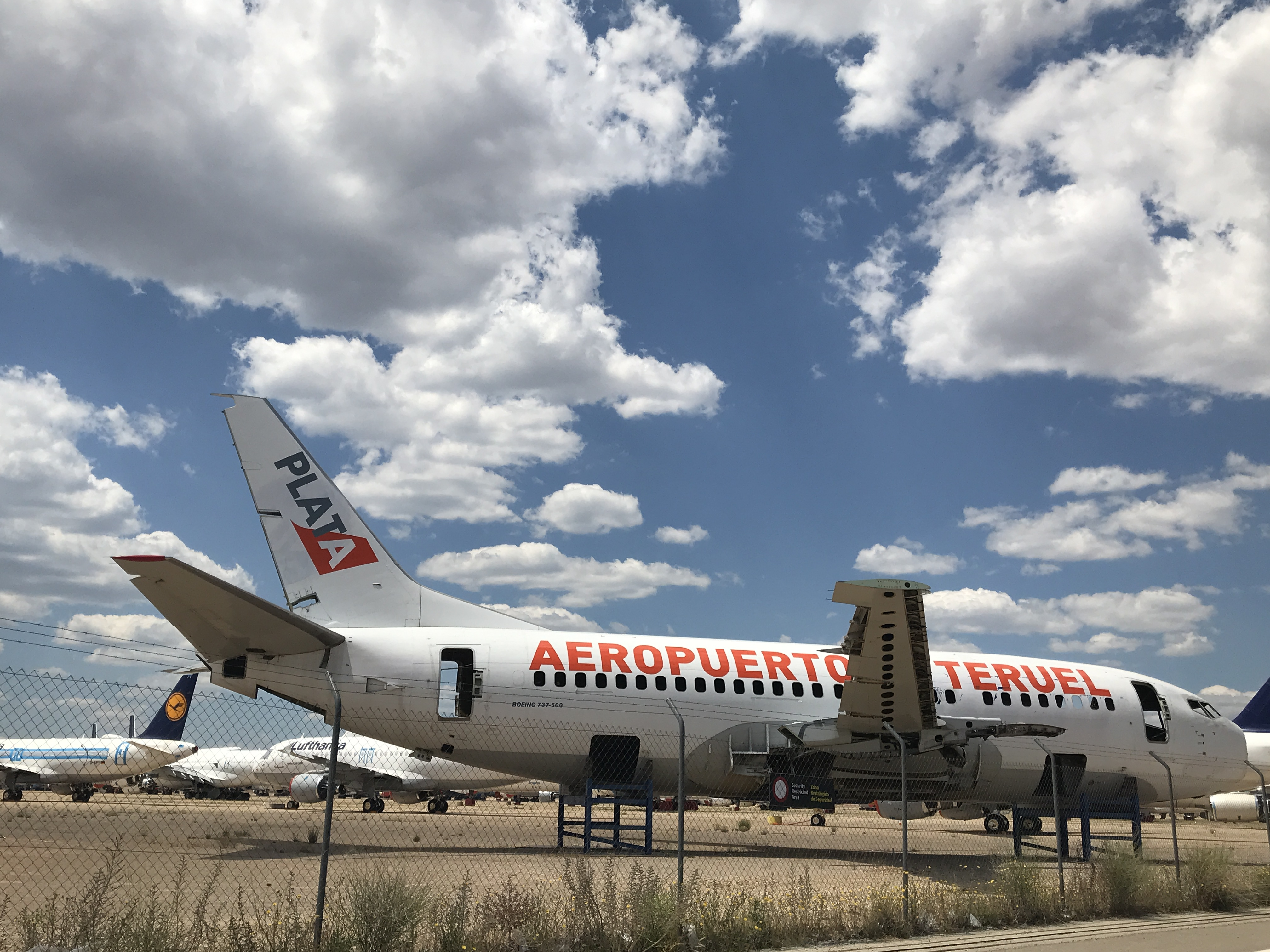
Carcasse d'avion "Aeropuerto de Teruel"

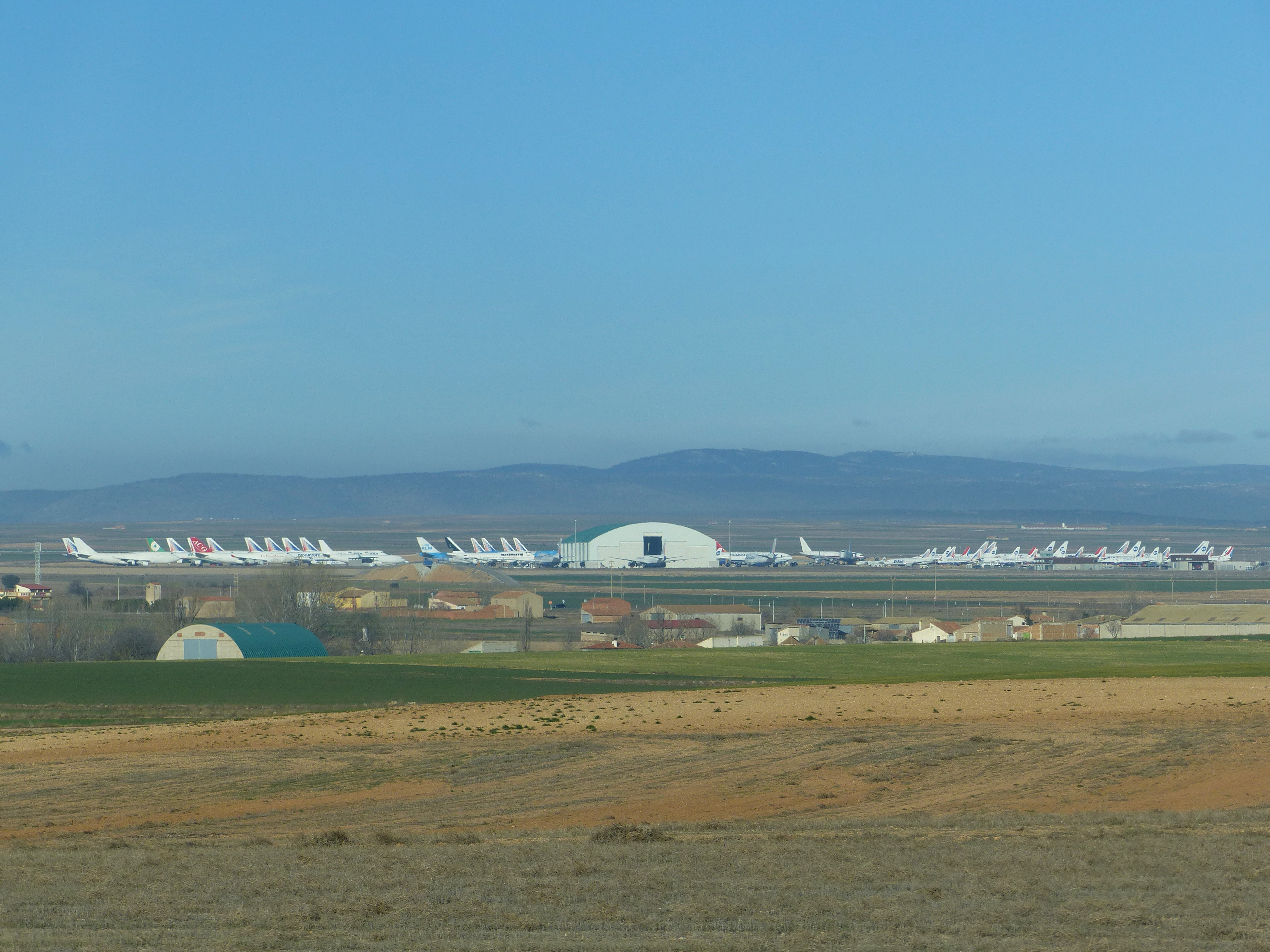
L'aéroport vu d'une route à l'Est

L'aérodrome comporte une piste de 2 825 mètres de long, une plate-forme d'entretien d'aéronefs de 27 200 m², et une plate-forme de stationnement de 120 hectares, la plus grande d'Europe, ainsi qu'une zone industrielle de 33 ha destinée à l'implantation d'entreprises et un hangar capable d'accueillir des avions type Boeing 747. Il dispose aussi d'un bâtiment de services et d'une base anti-incendies. La piste permet le décollage de fusées suborbitales.
Deux nouveaux hangars ont été construits en 2024. Le premier hangar permet d'accueillir deux Airbus A380. Le second hangar est une structure modulaire métallo-textile ayant une capacité maximum d'un Airbus A380 ou 4 Airbus A320 simultanèment. Le hangar métallo-textile a été conçu par la société Spantech.
L'entreprise de peinture aéronautique IAC (International Aerospace Coating) s'est installée sur la zone aéroportuaire en 2024. Le hangar de peinture peut accueillir des avions à fuselage large tels que le Boeing 777 ou l'Airbus A350.

## Programme spatial espagnol
Le site abrite l'unique banc d'essai de moteurs à combustible liquide espagnol, privé, appelé « Propulsion Vertical Test Stand 1 » (VTS 1) de l'entreprise d'Elche, PLD Space, qui y a déjà testé avec succès son prototype, NetonVac1, démonstrateur technologique capable de générer une poussée de 2,5 tonnes et qui préfigure le moteur de la fusée Miura 1 (anciennement Arion 1).

## Accès
L'aéroport est desservi par l'autoroute A-23 et la route nationale N-234.

## Galerie photos

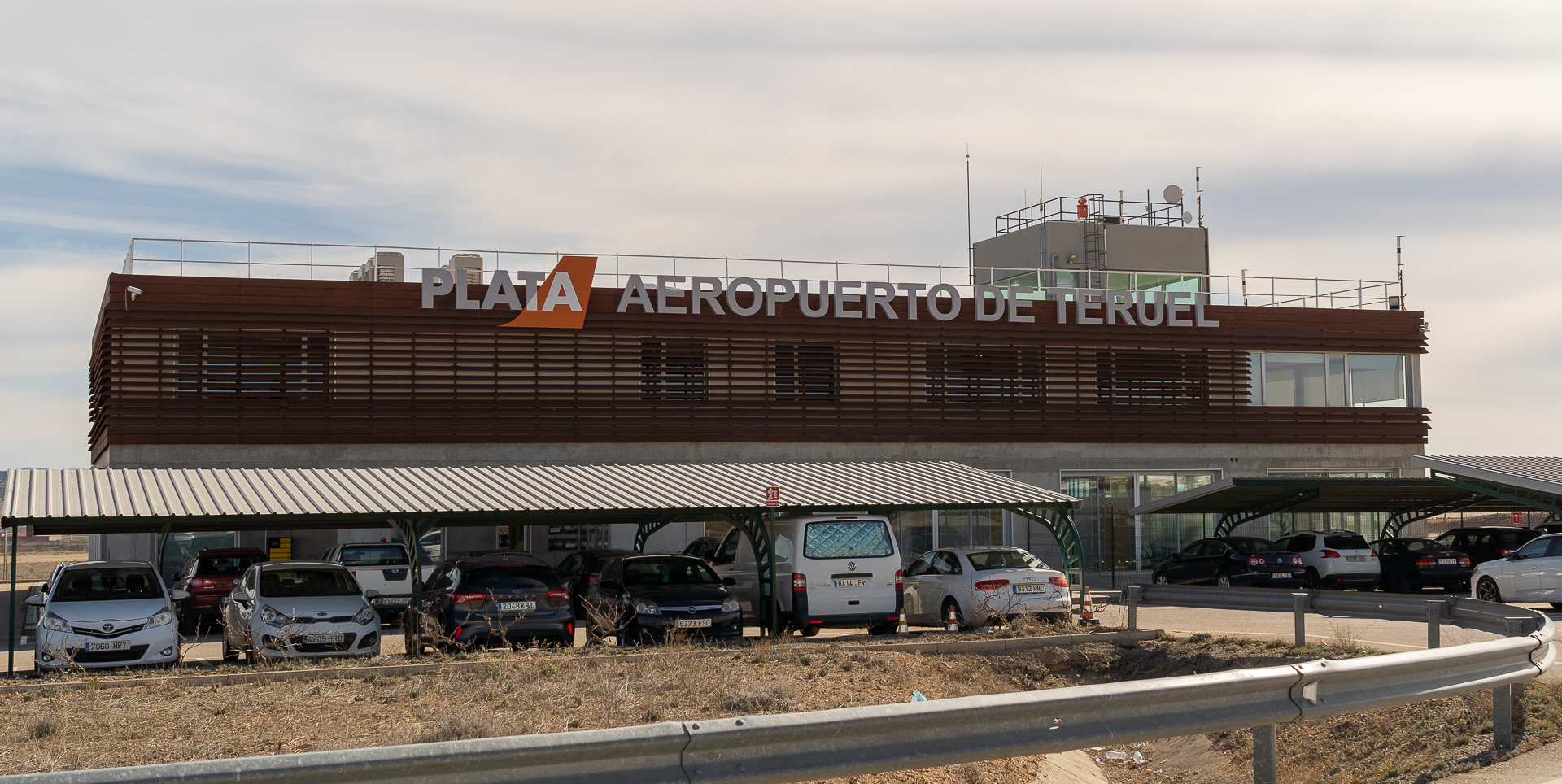
Terminal de l'aéroport de Teruel